# Шило (часопис)
Шило : лист за шалу, сатиру и забаву је српски хумористички лист. Лист је штампан у Београду. Излазио је од 1897. до 1898. године.

## Историјат
Шило је богато илустрован лист за шта се бринуо сам власник и цртач Дамјановић. За овај лист је карактеристично што има пуно афоризама. Осим класичних афоризама, овде се могу наћи и афоризми у форми шаљивих огласа. Овај лист се клонио политике, а посвећивао се чистој шали. У периоду личног режима краља Александра Обреновића владала је најстрожија цензура у српској штампи, па је то и један од разлога због којих се Дамјановић определио за шалу.

### Занимљиви афоризми из часописа
- Оглас ХХ века - оглашава: Пошто  патим од поплаве овоземаљских река: ракије, вина, пива и других њених притока, то да би спречио у будуће поплаву, тражим предузимача, који ће ми моћи подићи кеј на усницама.[2]
- Оглас: Од јуче ми је одбегла жена. Ако је поштен човек нађе добиће сјајну награду, ако је - код себе задржи.[2]
- Гурмански афоризам: Глад је најбољи кувар, али је Перса најбоља куварица.[2]
- Афоризми о женама 1: Љубавница је млеко, невеста кајмак, а жена сир.[2]
- Афоризми о женама 2: Ако си једаред дао жени за право, никад више права нећеш имати.[2]

## Периодичност излажења
Лист је излазио једном недељно.

## Место издавања и штампарија
Лист је штампан у Београду, у Штампарији "С. Хоровица".

## Галерија
- Шило, 1898, бр.12, насловна страна
- Шило, 1898, бр.14, полеђина
- Шило, 1898, бр.25, стр.3